# Дублет (линза)

Ахроматический дублет Далланда

Дублет — название оптической системы или её части, состоящей из двух линз. Линзы могут быть склеены друг с другом или разделены воздушным промежутком. В некоторых случаях дублетом называют объектив, состоящий из двух положительных линз или компонентов, разнесённых на конечное расстояние. Простейшим дублетом может считаться объектив Петцваля, рассчитанный ещё в 1840 году.
Чаще всего дублетом называют ахроматический объектив (ахроматический дублет), склеенный канадским бальзамом из собирающей и рассеивающей линз, изготовленных из разных сортов оптического стекла, имеющих различные показатели преломления. Такая конструкция позволяет устранять сферическую и хроматическую аберрации. По сравнению с простой линзой или мениском дублет обладает повышенной светосилой, обеспечивая угловое поле до 20°. В современных оптических приборах и сложных объективах дублет широко используется в качестве элементарного ахроматического компонента.
Кроме склеенных известны несклеенные дублеты, в которых линзы соприкасаются вплотную или разделены промежутком, как в объективах типа «Диалит». По сравнению со склеенным дублетом несклеенный обладает повышенным светорассеянием за счёт увеличенного вдвое количества границ воздух/стекло. Однако, в производстве такой компонент дешевле, и нашёл некоторое применение в оптике.